# Princípio de prazer
Na psicanálise de Sigmund Freud, o princípio de prazer (em alemão:  Lustprinzip) é a busca instintiva de prazer e evitando dor e o sofrimento, de forma a satisfazer as necessidades biológicas e psicológicas. De modo específico, o princípio do prazer é a força motriz que guia a personalidade e possivelmente o impulso guia mais forte na vida de um indivíduo. O princípio de prazer opõe-se ao princípio de realidade, o qual caracteriza-se pelo adiamento da gratificação. Faz parte do amadurecimento normal do indivíduo aprender a suportar a dor e adiar a gratificação. Ao fazer isso, o indivíduo passa a reger-se menos pelo princípio de prazer e mais pelo princípio de realidade.